# Georgia în cadrul Imperiului Rus
Georgia a devenit parte a Imperiului Rus în secolul al XIX-lea. De-a lungul anior de început a epocii moderne, Imperiile musulmane Otoman și Persan s-au luptat pentru cucerirea controlului asupra diferitelor regate și principate desprinse din statul unitar georgian. În secolul al XVIII-lea, Rusia a devenit puterea dominantă în regiune. De vreme ce Rusia era un stat creștin ortodox asemeni Georgiei, georgienii au căutat tot mai insistent sprijinul rușilor. În 1783, Erekle  al II-lea, care domnea în regatul din răsăritul Georgiei, Kartli-Kakheti, a semnat o alianță cu Imperiul Rus prin care a aceptat protectoratul rușilor și a renegat orice dependență de suzeranul persan. Până la urmă, alianța georgiano-rusă a avut efecte contrare intențiilor inițiale, Rusia nefiind dispusă să își îndeplinească obligațiile prevăzute în tratat, trecând schimb în 1801 la anexarea regatului cu probleme. Imperiul Rus a redus statutul regatului la acela de gubernie (Gubernia Georgiei). În 1810, și regatul georgian vestic, Imereti a fost anexat. Stăpânirea rusă asupra Georgiei a fost recunoscută în cele din urmă în diferite tratate de pace cu persanii și otomanii, iar restul teritoriilor georgiene au fost absorbite de Imperiul Rus treptat în cursul secolului al XIX-lea.
Până în 1918, Georgia avea să rămână parte a Imperiului Rus. Apartenența la Imperiul Rus le-a oferit georgienilor protecție împotriva amenințărilor externe, dar a fost adesea o stăpânire de mână forte, insensibilă la doleanțele și nevoile localnicilor. Până spre sfârșitul secolului al XIX-lea, nemulțunirea față de autoritățile ruse a condus la apariția și creștera unei mișcări naționale. 
Cu toate acestea, perioada imperială rusă a adus schimbări economice și sociale fără precedent în Georgia, apărând noi clase sociale. abolirea iobăgiei a dus la eliberarea țăranilor, dar autoritățile au  făcut prea puțin pentru a le atenua sărăcia. Dezvoltarea capitalismului]a creat proletariatul urban în Georgia. Atât muncitorii cât și țăranii și-au exprimat nemulțumnirile participând la revolte și greve, evenimentele culminând cu Revoluția din 1905. Cauza lor a fost apărată menșevicii socialiști, menșevicii devenind forța politică dominantă în Georgia în ultimii ani ai dominației ruse.
Georgia și-a câștigat în cele din urmă independența în 1918, nu atât ca urmare a eforturilor naționaliștilor și socialiștilor, ci ca urmare a colapsului Imperiului Rus la sfârșitul primei conflagrații mondiale. 

## Contextul istoric: relațiile ruso-georgiene înainte de 1801

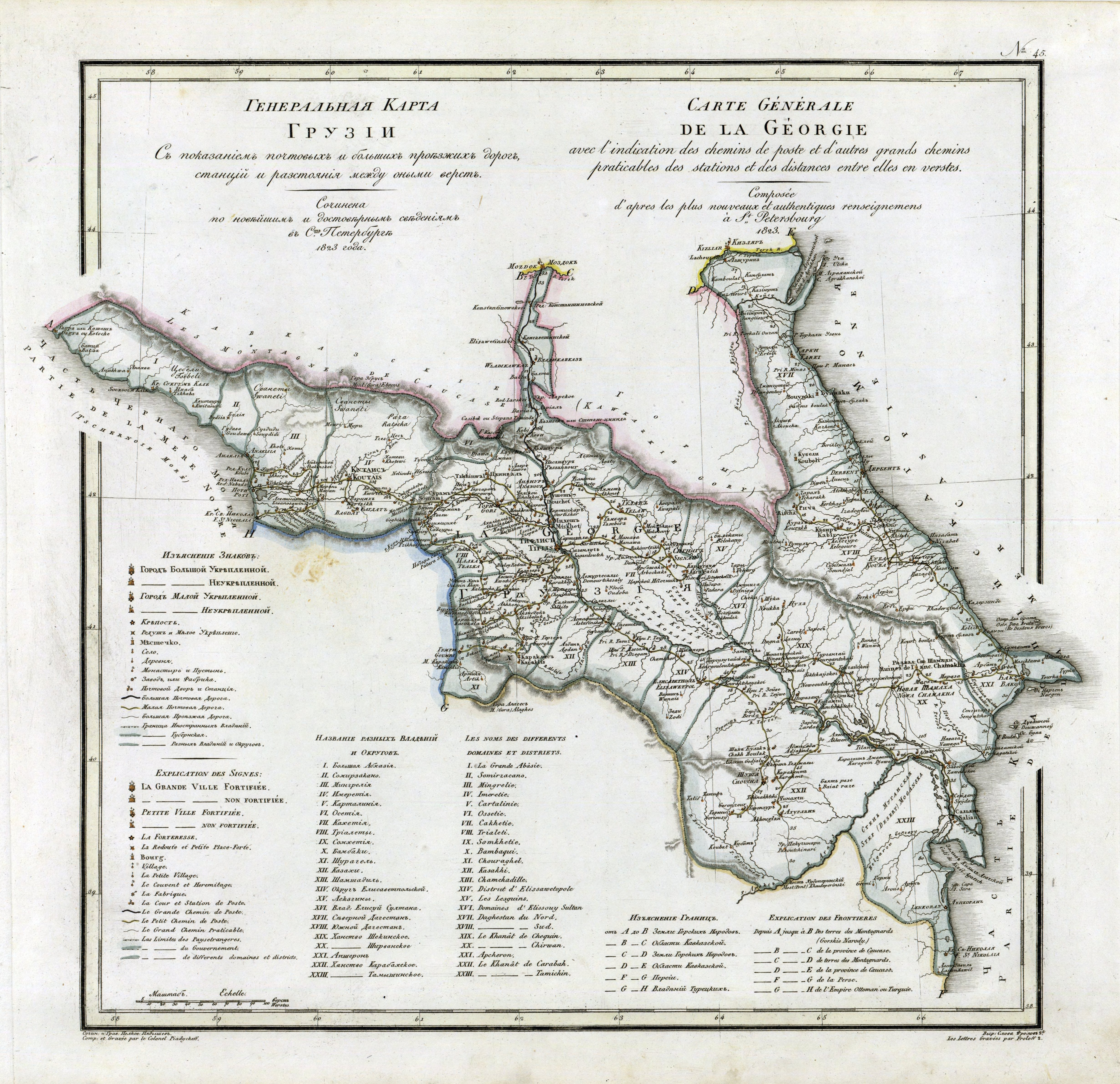
Harta guberniei Georgia din Atlasul geografic al Imperiului Rus – autor locotenent-colonel V.P. Piadîșev, 1823

Până în secolul al XV-lea, Regatul creștin al Georgiei s-a fragmentat în mai multe state mai mici care au fost atacate de două puteri musulmane din regiune – Imperiul Otoman și Safavid Persia. Pacea de la Amasya din 1555 a împărțit în mod oficial teritoriile Caucazul de sud în două sfere de influență diferite – otomană și persană. Regatul Imereti  și principatul Samtskhe-Saatabago, ca și teritoriile aflate de-a lungul țărmlui Mării Negre, au fost acordate otomanilor. La est, regatele georgiene Kartli și Kakheti și fiefurile diferiților potentați musulmani de-a lungul litoralului Mării Caspice au fost trecute sub controlul persan.
În cea de-a doua jumătate a secolului, o a treia putere imperială a apărut în nord, Cnezatul Moscovei, care avea aceeași religie ortodoxă ca Georgia. Contactele diplomatice dintre Regatul Kakheti și Moscova au început în 1558 și în 1589.  Țarul Fiodor I s-a oferit să pună regatul sub protecția sa. În ciuda tuturor promisiunilor, ajutorul rușilor nu a putut fi acordat cu ușurință, rușii fiind încă prea departe de regiunea Caucazului de sud pentru ca să pună  să se opună cu succes controlului și hegemoniei otomane și persane. Rusia a fost capabilă să declanșeze o campanie militară serioasă în sudul Caucazului dor la începutul secolului al XVIII-lea. În 1722, Petru cel Mare a s-a folosit de haosul și frământările din Imperiul Persan  pentru a conduce o expediție împotriva acestui stat, fiind aliat cu  Vakhtang al VI-lea, conducătorul georgian al Kartli și autoproclamatul guvernator safavid al  regiunii. Armatele celor doi aliați creștini nu au reușit să facă joncțiunea, iar rușii s-au retras spre nord, lăsându-i pe georgieni la mila persanilor. Vakhtang s-a refugiat în Rusia, unde a și murit în exil.

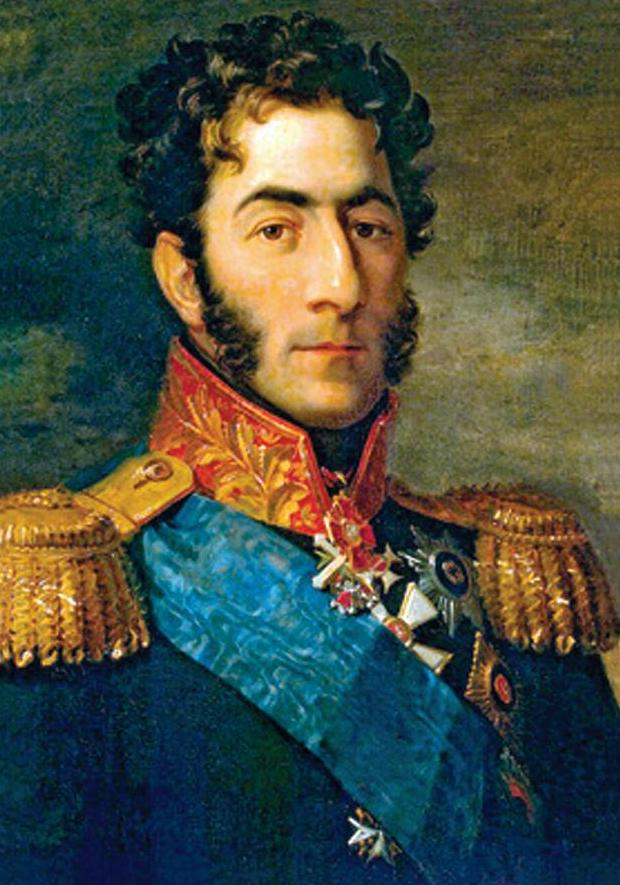
Piotr Ivanovici Bagration, general rus cu origini georgiene

La rândul lui, urmașul lui Vakhtang, Erekle  al II-lea, rege al  Kartli-Kakheti între 1762 și 1798, a căutat protecția rușilor împotriva atacurilor otomanilor și persanilor. Regele unui alt stat georgian important, Imereti (în Georgia vestică), a căutat de asemenea protecția Rusiei împotriva otomanilor. Împărăteasa rusă Ecaterina cea Mare a întreprins un număr de acțiuni pentru creșterea influenței ruse în Caucaz și întărirea prezenței sale în teritoriu. Aceste măsuri au vizat întărirea liniilor defensive care fusesere deja înființate cu un secol mai înainte de Petru cel Mare, mutarea mai multor cazaci în regiune pentru asigurarea apărării granițelor, și construirea de noi fortărețe.
Un război a izbucnit între ruși și otomani în 1768, când ambele imperiii au căutat să își consolideze controlul asupra Caucazului. În 1769-1772, o armată rusă cu efective limitate comandată de  generalul Totleben au luptat împotriva invadatorilor turci din Imereti și Kartli-Kakheti. Drumul deschis de trupele lui Totleben în timpul înaintării lor pe direcția nord-sud prin centrul Munților Caucaz a pus bazele a ceea ce avea să fie desăvârșit în secolul următor prin mari investiții de către guvernul rus și a devenit Drumul militar georgian, principala rută terestră prin munți. Războiul s-a încheiat în 1774 cu Tratatul de la Kuciuk-Kainargi.
În 1783, Erekle  al II-lea a semant Tratatul de la Gheorghievsk cu împărăteasa Ecaterina cea Mare. Conform prevederilor acestui acord, Kartli-Kakheti era de acord să refuze suzeranitatea oricărui alt stat în afară de Rusia, iar Rusia în schimb îi asigura protecție. Numai că, atunci când a izbucnit un nou război între ruși și turci în 1787, Rusia și-a retras trupele din regiune pentru ca să le folosească în Europa, lăsând regatul lui Erekle  neprotejat. În 1795, noul șah persan, Agha Mohammad Khan i-a trimis un ultimatum lui Erekle  prin care îl soma să rupă relațiile cu Rusia sau să se pregătească de război. Erekle  a ignorat ultimatumul, fiind sigur că va primi sprijinul rușilor. Rușii nu și-au respectat promisiunile, iar Agha Mohammad Khan a declanșat invazia pentru restabilirea suzeranitatea tradițională asupra regiunii și a cucerit și incendiat capitala regatului, Tbilisi.

## Anexarea de către Rusia a teritoriilor georgine

### Georgia răsăriteană
În ciuda faptului că Rusia nu a respectat prevederile Tratatului de la Gheorghievsk, liderii georgieni au ajuns la concluzia că nu au soluții decât supunerea față de țari. Persanii au jefuit și distrus Tbilisi și au lăsat în urmă aproximativ 20.000 de morți. Agha Mohammad Khan a fost însă asasinat în 1797 în Shushi, iar după aceasta controlul iranian asupra Georgiei a slăbit. Erekle  a murit anul următor, la tron urmând fiul lui Giorgi al XII-lea, un om bolnăvicios și conducător incapabil.

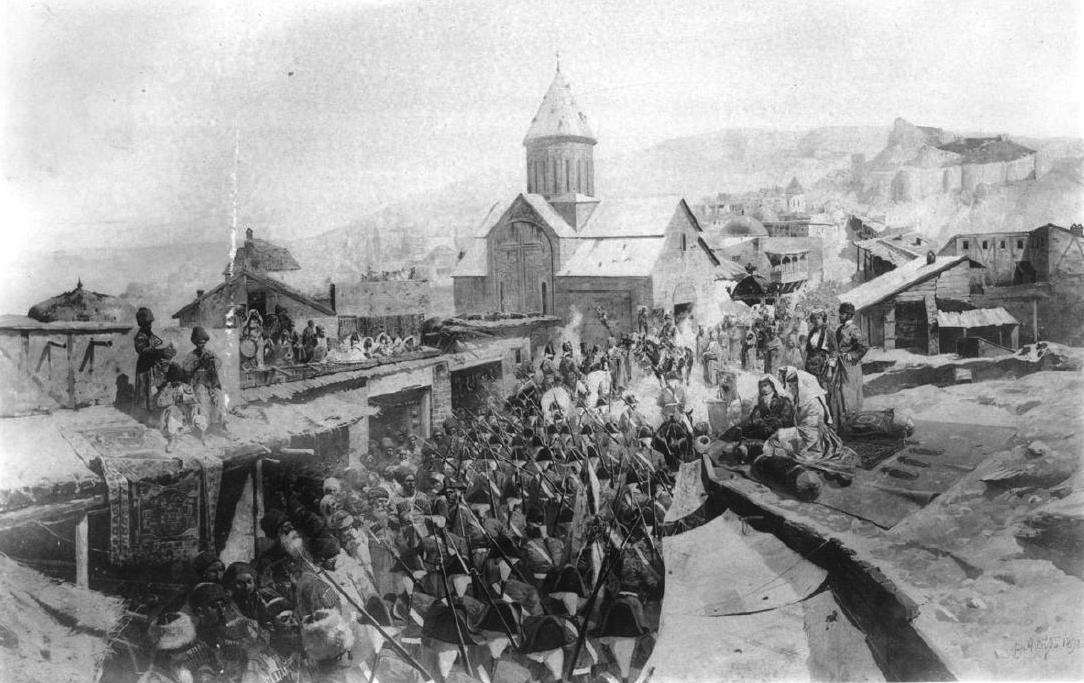
Intrarea trupelor ruse în Tiflis, 26 noiembrie 1799, tablou de Franz Roubaud, 1886

După moartea lui Giorgi pe 28 decembrioe 1800, doi potențiali moștenitori au luptat pentru tron: Davit și Iulon. Pe de altă parte, împăratul Pavel I hotărâse că niciun candidat nu va fi încoronat rege și că monarhia georgiană trebuia abolită, iar țara urma să fie administrată direct de Rusia. El a semant un ucaz pentru încorporarea Regatului Kartli-Kakheti în Imperiul Rus, actul fiind reconfirmat de țarul  Alexandru I pe 12 septembrie 1801. Ambasadorul georgian la Sankt Petersburg, Garsevan Chavchavadze, a emis o notă de protest care a fost prezentată vice-cancelarului rus, Alexandr Kurakin. În mai 1801, generalul rus Carl Heinrich von Knorring l-a detronat pe moștenitorul tronului Georgiei, batonishvili Davit, și a instalat în locul lui un guvern provizoriu în frunte cu generalul Ivan Petrovich Lazarev. Knorring avea ordine secrete cu privire la soarta membrilor familiei regale georgine, ai cărei membri trebuiau trimiși în Rusia. Unii dintre aristocrații georgieni au refuzat să accepte consecințele decretului imperia până în aprilie 1802, când generalul Knorring a adunat membrii nobilimii în Catedrala Adormirii Maici Domnului din Tbilisi și i-a forțat să jure credință coroanei Rusiei. Cei care au refuzat au fost arestați.

Aum, când Rusia putea să folosească Georgia ca pe un cap de pod pentru expansiunea în sudul Caucazului, imperiile Otoman și Persan s-au simțit amenințate. În 1804, Pavel Țițianov, comandnatul forțelor ruse din Caucaz, a atacat orașul Gandja, declanșând războiul cu Imperiul Persan din 1804-1813. După acest conflict a urmat  Războiul Ruso-Turc din 1806-1812, în care otomanii au încercat să oprească expansiunea țaristă în vestul Georgiei. Poziția gerogienilor a fost amestecată. În vreme ce unii georginei au luptat ca voluntari, ajutând armata rusă, alții s-au răsculat împotriva stăpânirii ruse. Astfel, a avut loc o revoltă importantă în Kartli-Kakheti în 1804. Ambele războaie s-au încheiat cu victoria rușilor, otomanii recunoscând pretențiile țaruli în Georgia prin tratatele de la București, iar persanii prin de la Gülüstan.

### Georgia vestică
Solomon al II-lea al Imereti a fost îngrijorat de anexarea de către ruși a Kartli-Kakheti. El a oferit o soluție de compromis. El ar fi fost de acord ca Imereti să devină un protectorat rusesc, dacă monarhia și autonomia vecinului lui erau restabilite. Rusia nu a răspuns propunerii. În 1803, conducătorul  Mingrelia, o regiune aparținând Regatului Imereti, s-a răzvrătit împotriva lui Solomon și a recunoscut protectoratul Rusiei. Când Solomon a refuzat să facă Imereti protectorat rusesc, generalul rus Țițianov a invadat regatul și, pe 25 aprilie 1804, regele a fost silit să semneze un tratat care îl transforma în vasal al Imperiului Rus.

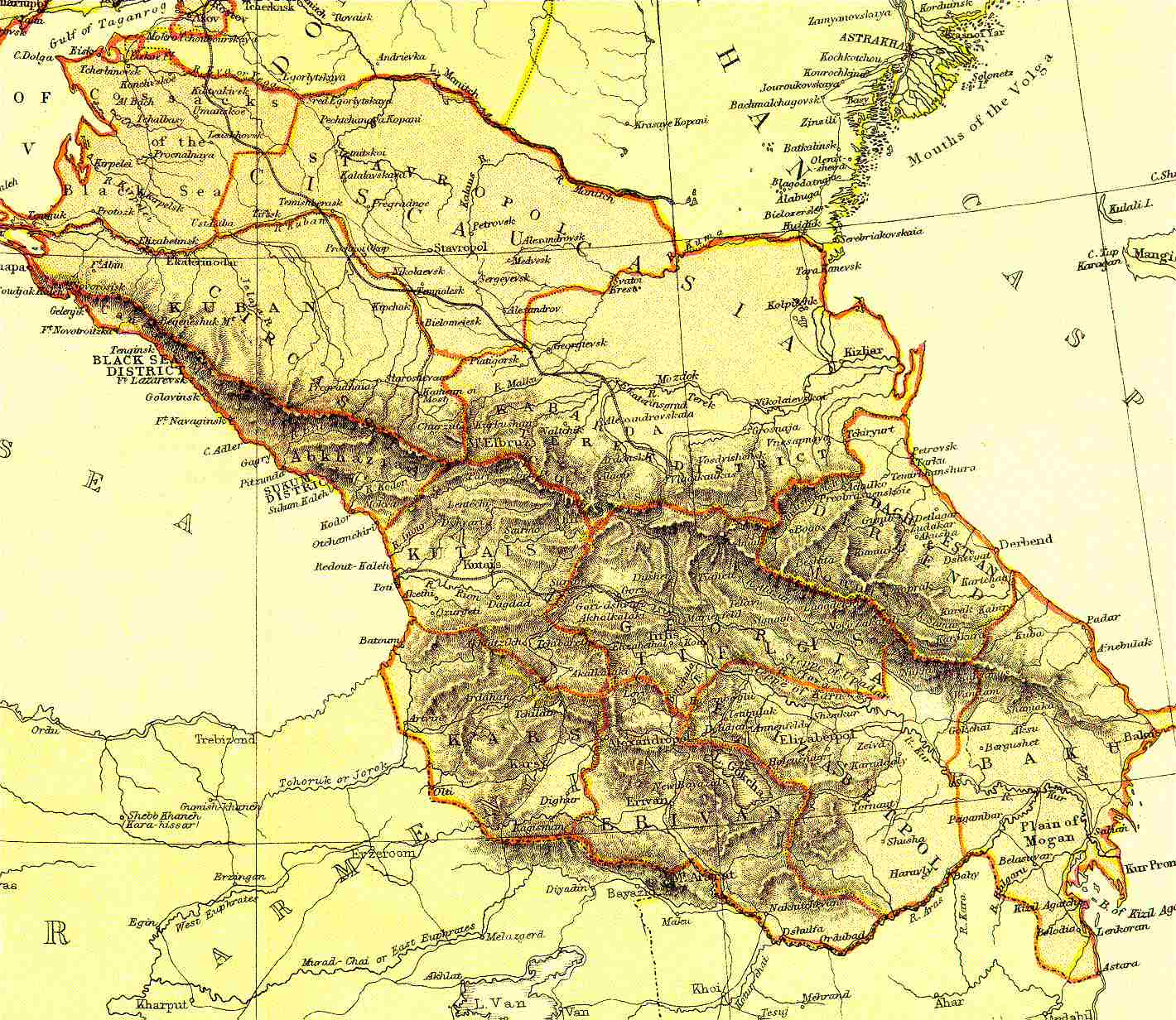
Caucazul rus, 1882

Cu toate acestea, Solomon nu a renunțat să caute o soluție la dominația rușilor. Când a izbucnit războiul dintre Imperiul Otoman și Rusia, Solomon a început negocieri secrete cu otomanii. Ca urmare, în februarie 1840, rușii au emis un decret prin care Solomon era detronat și se ordona supușilor săi să jure credință țarului. O armată rusă numeroasă a invadat țara, dar mulți georgieni s-au refugiat în păduri și s-au angajat în lupta de rezinstanță împotriva ocupantului. Solomon a sperat că Imperiul Rus, implicat în războiele complicate cu otomanii și persanii, aveau să permită Imereti să obțină autonomia. În cele din urmă, rușii au zdrobit gherilele, dar nu l-au putut prinde pe Solomon. Tratatele de pace ale Rusiei cu Turcia otomană (1812) și Persia (1813) au pus capăt speranțelor regelui pentru sprijinul străin al cauzei sale (el a încercat de asemena să obțină sprijinul lui Napoleon). Solomon a murit în exil în Trabzon în 1815.
În 1828-1829, la sfârșitul unui alt război ruso-turc, Rusia a ocupat portul important Poti și orașele fortificate Ahalțihe și Ahalkalaki din Georgia. Din 1803 până în 1878, ca rezultat a numeroaselor războaie ruso-otomane, mai multe teritorii georgiene ocupate de turci precum Adjaria au fost incorporate de asemenea în Imperiul Rus.  Principatul Guria a fost desființat și incorporat în imperiul în 1829, în vreme ce Svaneti a fost anexat treptat în 1858. Mingrelia, care era protectorat rus încă din 1803, nu a fost ocupat oficial decât în  1867.

## Primii ani de guvernare rusă

### Integrarea Georgiei în Imperiul Rus
În primele decenii ale stăpânirii ruse, Georgia a fost plasată sub guvernarea militară. Teritoriul era în prima linie a luptelor Rusiei cu Turcia și Persia iar comandantul suprem rus din regiune îndeplinea și funcția de guvernator. Rusia și-a extins treptat teritoriul din Transcaucazia în dauna rivalilor ei, ocupând suprafețe întinse din restul regiuni. Astfel rușii au ocupat teritoriile Armeniei și Azerbaidjanul din zilele noastre, aflate până la atunci sub controlul persan, ca urmare a victoriei în războiului din 1826-1828 și a prevederilor  Tratatului de la Torkamanchay. În același timp, autoritățile rusești au avut ca obiectiv integrarea Georgiei în restul imperiului. Societățile rusă și georgiană aveau multe în comun: principala religie era creștinismul ortodox și în ambele țări aristocrația funciară se folosea de munca șerbilor. La început, stăpânirea rusă a fost una de mână forte, arbitrară și nepăsătoare față de legile și tradițiile locale. În 1811, autocefalia  Bisericii Ortodoxe Georgiene a fost abolită, catolicosul Anton al II-lea a fost deportat în Rusia, (unde a murit la o mânăstire din Nijni Novgorod), iar Georgia a devenit un exarhat al Bisericii Ortodoxe Ruse.
Guvernul rus a reușit, de asemenea, să înstrăineze mulți nobili georgieni, determinând un grup de tineri aristocrați să  comploteze pentru răsturnarea stăpânirii ruse. Acțiunea lor a fost inspirată de rebeliunile din alte regiuni ale Imperiului Rus: Revolta decembriștilor din Sankt Petersburg (1825) și revolta polonezilor din 1830. Planul nobililor georgieni era simplu: ei aveau să îi invite pe toți oficialii ruși din regiune la un bal și să îi ucidă. Până la urmă, conspirația a fost descoperită de autorități pe 10 decembrie 1832, iar conspiratorii au fost arestați și exilați în diferite locuri din Imperiul Rus. În 1841 a izbucnit o nouă revoltă a țăranilor și nobililor din Guria. Starea de lucruri s-a schimbat odată cu numirea în 1845 a lui Mihail Semionovici Voronțov ca vicerege al Caucazului. Noile prolitice promovare de contele Voronțov au câștigat încrederea nobilimii georgiene, care a adoptat treptat obiceiurile și veșmintele vest-europene, la fel cu o făcuse și nobilimea rusă cu secol mai devreme.

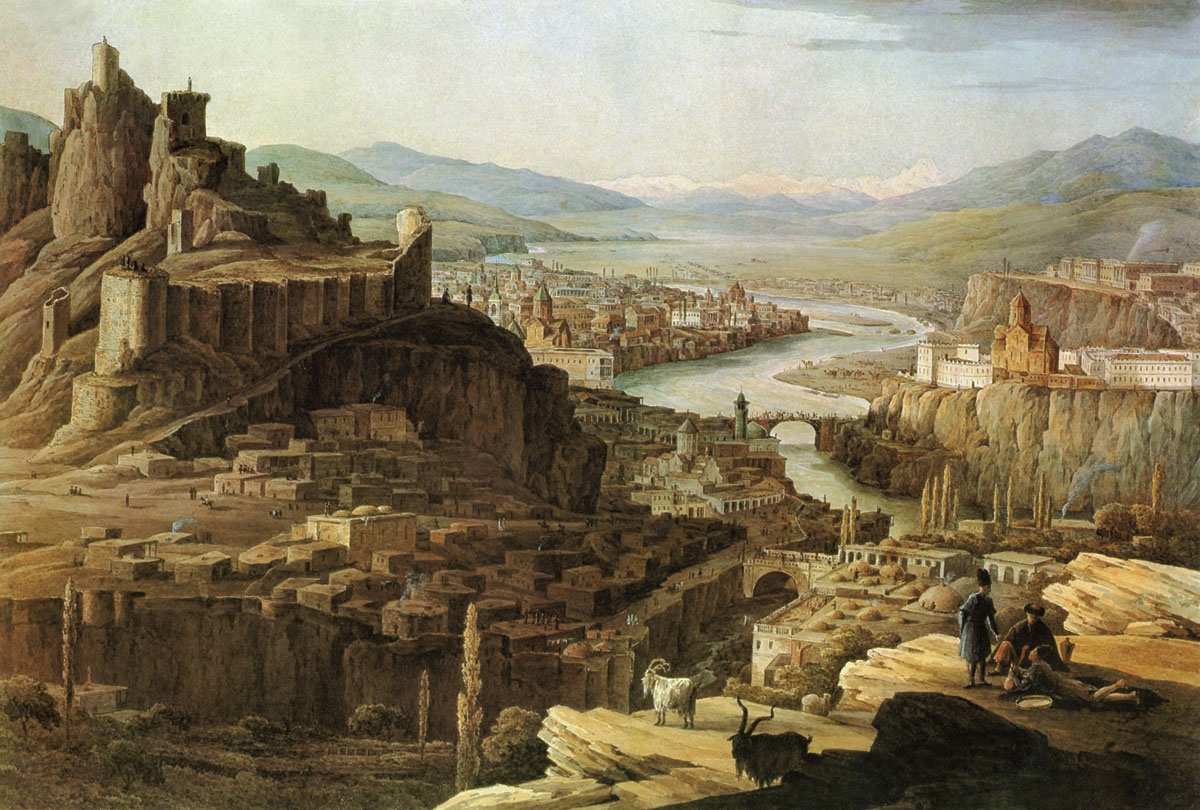
Tbilisi – tablou de Nikanor Cernețov, Nikanor Chernetsov, 1832

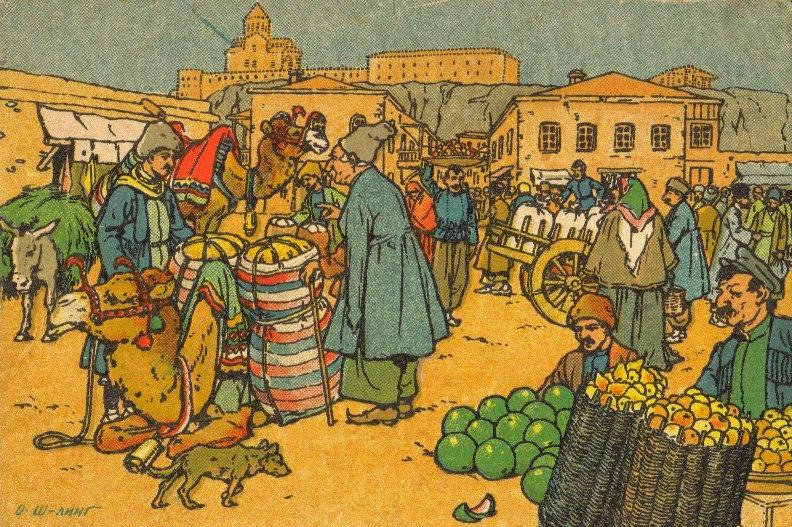
Vechiul Tbilisi de Oskar Șmerling, 1900

### Societatea georgiană
Când a început stăpânirea rusă în primele decenii ale secolului al XIX-lea, Georgia era încă guvernată de familiile regale ale diferitelor state georgiene, dar acestea au fost apoi detronate  de ruși membrii lor au fost trimiși în  exil intern în alte provincii ale imperiului. Imediat în ierarhia socială georgiană se afalu nobilii, care constituiau cam 5% din totalulu populației, și care doreau să își păstreze puterea și privilegiile. Nobilii dețineau cea mai mare parte a pământului agricol, care era lucrat de iobagii lor. Economia rurală fusese grav afectată în perioada dominației otoamane și persane, iar cei mai mulți iobagi gerogieni trăiau într-o sărăcie lucie, trăind sub amenințarea foametei. foametea avea să îi determinte deseori pe țărani se se răscoale, ca în 1812, când a izbucnit o răscoală importantă în Kakheti.

### Emanciparea iobagilor
Iobăgia a fost o problemă nu doar în Georgia, ci și în cea mai mare parte a Imperiului Rus. La mijlocul secolului al XIX-lea, problema eliberării iobagilor devenise imposibil de ignorat dacă se dorea modernizarea Rusiei. În 1861, țarul Alexandru al II-lea  a abolit iobăgia doar pe teritoriul Rusiei. Țarul a dorit de asemenea să elibereze iobagii din Georgia, dar fără să piardă loialitatea de dată recentă a nobilimii locale, ale cărei putere și bogăție se bazau pe munca șerbilor. Acest obiectiv a presupus negocieri dificile, iar găsirea unei soluții care să fie acceptată de moșieri a fost încredințată aristocratului liberal  Dimitri Ivanesh dze Kipiani. Pe 13 octombrie 1865, tarul a proclamat emanciparea primilor iobagi din Georgia. Procesl abolirii iobăgiei în toate teritoriile georgiene a durat până în deceniul următor. Iobagii au devenit țărani liberi, care puteau să se mute ori unde ar fi dorit, să se căsătorească cu cine ar fi vrut și să ia parte la activitatea politică fără să ceară permisiunea nobililor. Nobilii au păstrat dreptul de proprietate asupra pământurilor pe care le dețineau în momentul eliberării țăranilor, dar moșiile trebuiau împărțite în două părți. Nobilii păstrau una dintre aceste părți (cel puțin jumătate din pământ) în folosința exclusivă, dar cealaltă parte trebuia să fie închiriată țăranilor care trăiseră și lucraseră pe aceste pământuri din totdeauna. 

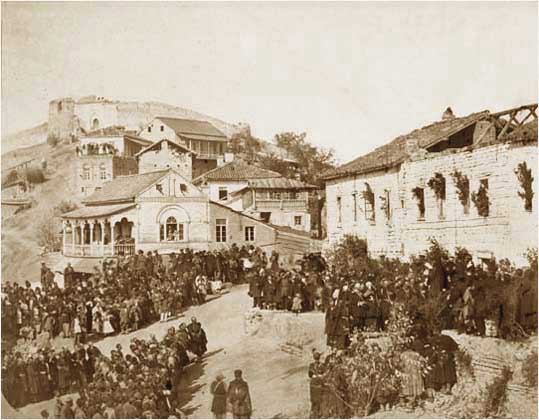
Citirea proclamației pentru eliberarea țăranilor în Sighnaghi (1864)

Peste ani, după cei țăranii ar fi plătit suficient de mulți bani care să compenseze pierderile moșierilor, aceste pământuri aveau să devină proprietatea lucrătorilor agricoli. Până la urmă, aceste reforme nu i-a mulțumit nici pe nobili, nici pe foștii iobagi. Deși foștii iobagi erau acum țărani liberi, ei erau încă supuși unor poveri financiare mari pentru plata ratelor și, de obicei, au trecut decenii până când ei au reușit să devină proprietarii pământului. Cu alte cuvinte, ei au fost în continuare dependenți de nobili, nu din punct de vedere legal, ci din punct de vedere economic. Nobilii georgieni nu au acceptat emanciparea decât cu reticență extremă și, deși fuseseră tratați mai favorabil decât proprietarii de terenuri din restul restul imperiului, erau nemulțumiți pentru pierderea puterii și a unei părți din venituri. În anii carea aveau să urmeze, nemulțumirile țăranii cât a și nobililor aveau să ducă la apariția unor noi mișcări politice în Georgia.

### Imigrații
În timpul domniei lui  Nicolae al II-lea, autoritățile imperiale au încurajat migrația diferitelor minorități religioase, așa precum au fost molokanii și duhoborii, din provinciile centrale ale Rusiei către Transcaucazia, inclusiv în Georgia. Intenția acestor acțiuni a fost să izoleze grupurile care creau probleme autorităților și să le îndepărteze de ortodocșii ruși (care puteau fi „corupți” de ideile primilor) și să întărească prezența rusă în regiune. Datortiă faptului că Georgia a fost într-o mare măsură o zonă de frontieră și bază pentru expansiunea împotriva Imperiului Otoman, și alte comunități creștine din regiunea transcaucaziană au fost colonizate aici în secolul al XIX-lea, în principal armeni și greci caucazieni. Ulterior, aceștia au luptat adesea alături de ruși și georgieni în armata rusă în războaiele împotriva otomanilor, ajutând la cucerirea teritoriilor din Caucazul de Sud învecinate cu Georgia, care au devenit provinciile rusești administrate militar oblastrile Batumi și Kars, unde zeci de mii de armeni, greci din Caucaz, ruși și alte comunități etnice minoritare, care trăiau în Georgia, au fost recolonizați.

## Mișcările culturale și politice
Incorporarea în Imperiul Rus a schimbat orientarea Georgiei de la Orientul Mijlociu spre Europa odată ce mebrii „intelighenției” au început să aibă contact cu ideile venind dinspre vest. În același timp, Gerorgia avea numeroase probleme sociale comune cu Rusia, iar mișcările politice ruse care apărusesră în secolul al XIX-lea au căutat să își extindă activitatea și în Georgia..

### Romantismul

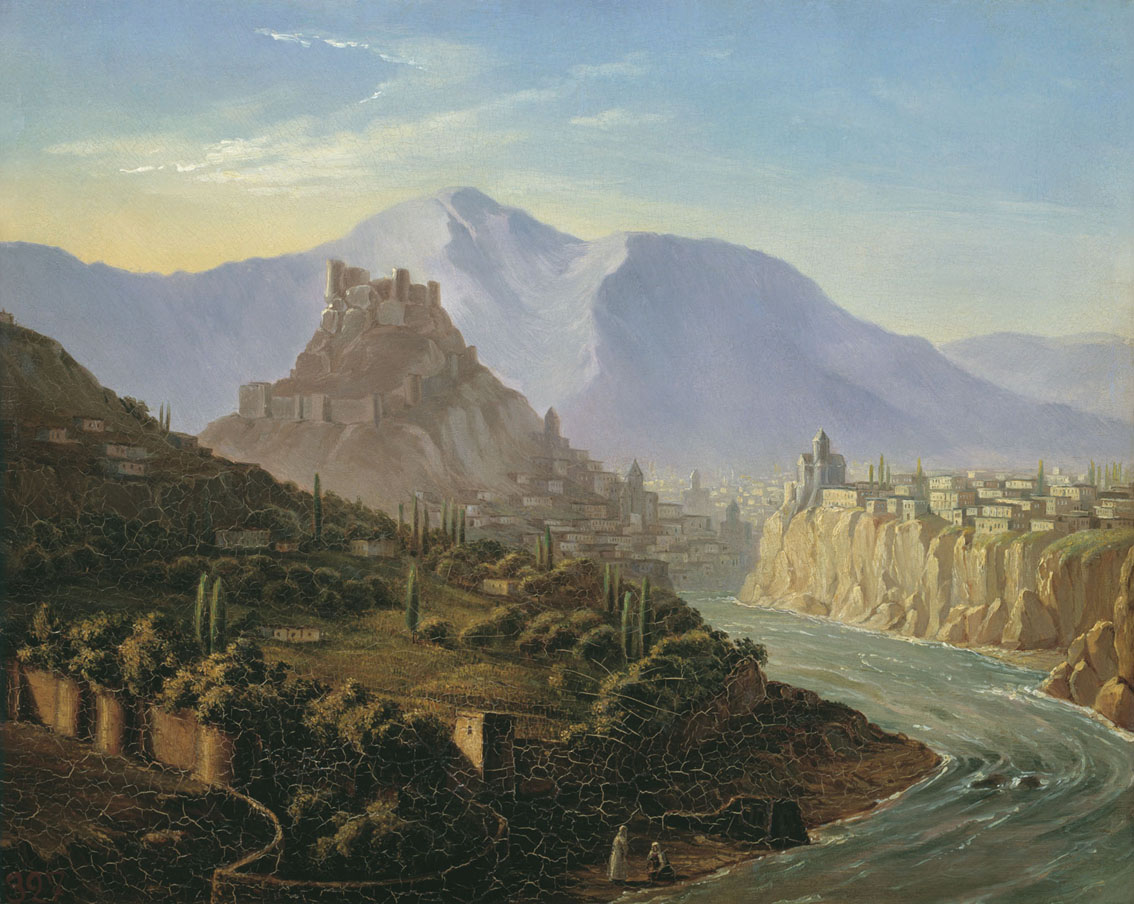
Tbilisi în tabloul lui Mihail Lermontov

În deceniile de început al secolului al XVIII-lea, romantismul a început să influențeze literatura georgiană, care a fost revigorată de activitatea unor poeți faimoși precum Alexander Chavchavadze, Grigol Orbeliani și  Nikoloz Baratashvili. Ei au început să exploreze trecutul Georgiei, căutând să se inspire de epoca de aur a istoriei poporului lor. Unul dintre poemele cele mai cunoscute ale lui Baratashvili, Bedi Kartlisa („Soarta Georgiei”), exprimă profunda lui ambivalență cu privire la unirea cu Rusia în expresia „ce plăcere are privighetoarea din onorare, dacă este într-o cușcă?” 
Georgia a devenit de asemene un subiect și pentru literatura rusă. În 1829, marele poet rus Aleksandr Pușkin a vizitat țara și experinețele sale sunt reflectate în mai multe creații. Mai tânărul  Mihail Lermontov a fost exilat în Caucaz în 1840. Regiunea apare ca un ținut al aventurii exotice în celebrul roman a lui Lermontov Un erou al vremii noastre, iar poemul Mțîri a descris, de asemenea, peisajul sălbatic și montan al Georgiei, în care un călugăr novice, care scapă de strictețea disciplinei religioase, își găsește libertatea în natură.

### Naționalismul
În Georgia, la mijlocul secolului al XIX-lea, patriotismului romantic i-a dat locul o mișcare politică cu un caracter mult mai clar național. Acest proces a început cu odată cu apariția unei noi generații de studenți georgieni educați la Universitatea din Sankt Petersburg, care au fost poreclați „tergdaleulnis” (după râul Terek, care curge prin Georgia și Rusia). Cea mai remarcabilă figură a fost scriitorul Ilia Ceavceavadze, care a fost cel mai influent naționalist georgian de până la 1905. El a căutat să îmbunătățească poziția georgienilor în cadrul unui sistem care îi favorizeza pe vorbitorii de rusă și și-a îndreptat atenția asupra problemelor culturale, în special a reformei lingvistice și a studiului folclorului. Chavchavadze a devenit din ce în ce mai conservator, considerând că sarcina lui este să păstreze tradițiile georgiene și să se asigure că Georgia rămâne o societate rurală. 
Așa-numita a doua generație a naționaliștilor georgieni („meore dasi”) a fost mai puțin conservatoare decât Chavchavadze. Aceștia s-au concentrat mai mult pe orașele în creștere din Georgia, încercând să se asigure că orășenii georgienii sunt capabili să concureze cu armenii și rușii dominanți care dominau din punct de vedere economic localitățile urbane. Figura principală a acestei mișcări a fost Niko Nikoladze, care a fost atras de ideile liberale occidentale. Nikoladze vedea viitorul Georgiei în cadrul unei federații caucaziene, care ar fi inclus și Armenia și Azerbaidjanul.

### Socialismul
Până la sfârșitul secolului al XIX-lea, pe lângă mișcările liberală și naționalistă, a apărut în Georgia o a treia forță politică, mai radicală. Socialiștii se concentrau pe problemele sociale și doreau să se alieze cu mișcările similare din restul Imperiului Rus. Primele semne de activitate politică s-au manifestat prin încercarea de răspândire a populismului rus în regiune, dar s-a dovedit că populiștii nu au avut succes în regiune. Socialismul, în special marxismul, s-a dovedit mult mai influent pe termen lung.

Industrializarea Georgiei a început la sfârșitul secolului al XIX-lea, primele întreprinderi industriale apărând în Tbilisi, Batumi și Kutaisi. Industrializarea a produs în regiune apariția fabricilor, căilor ferate și a unei noi clase muncitoare urbane. La sfârșitul secolului al XIX-lea, muncitorii urbani au intrat în atenția unei „a treia generații” (Mesame Dasi) de intelectuali georgieni, care s-au autodefinit ca fiind social-democrați. În rândul acestora s-au numărat Noe Zhordania și Filipp Makharadze, care intraseră în contact cu ideile marxiste în alte regiuni ale Imperiului Rus. Social-democrații aveau să devină forța conducătoare în politica Georgiei începând cu 1905. Ei credeau că autocrația țaristă trebuie să fie răsturnat și înlocuit cu o societate democratică, care la final urma să deschidă calea instaurării societății socialiste.

## Ultimii ani de stăpânire rusă

### Creșterea tensiunilor ruso-georgiene

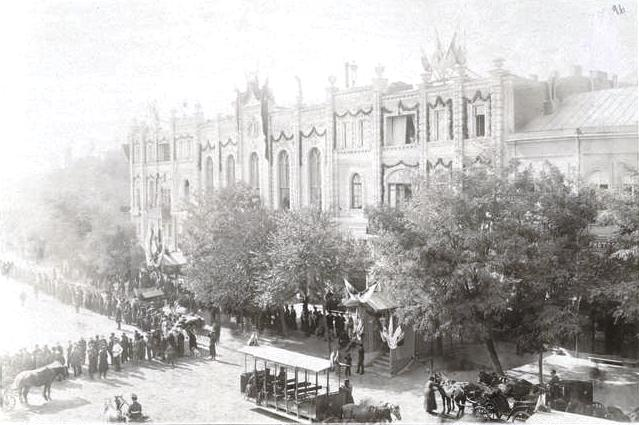
Intarea țarului la Adunarea Nobilimii din Tiflis (29 septembrie 1888)

În 1881, țarul reformator  Alexandru al II-lea a fost asasinat de populiștii ruși  în capitala imperiului. Noul împărat,  Alexandru al III-lea era mult mai autocrat și privea su suspiciune orice expresie a autonomiei naționale ca pe o amenințare la integritatea imperiului său. În încercarea de centralizare a puterii, el a abolit statutul de viceregat al regiunii caucaziene, reducând statutul Georgiei egal cu cel al oricărei alte provicii ruse. Studiul limbii georgiene a fost descurajat și până și numele „Georgia” (rusă Грузия (Gruzia), georgiană საქართველო (Sakartvelo)) a fost interzis din ziare. În 1886, un student georgian l-a ucis pe rectorul seminarului din Tbilisi în semn de protest. Când bătrânul Dimitri Kipiani l-a criticat pe șeful bisericii din Georgia pentru că i-a atacat studenții seminariilor, a fost exilat la Stavropol, unde a fost ucis în mod misterios. Numeroși georgieni au considerat că moartea sa a fost opera unor agenți țariști și au organizat o imensă demonstrație anti-rusă la înmormântarea sa.

### Revoluția din 1905

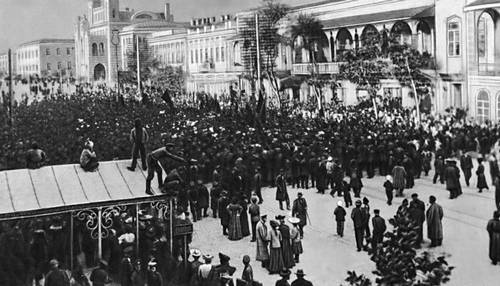
Proteste de stradă în Tiflis în 1905

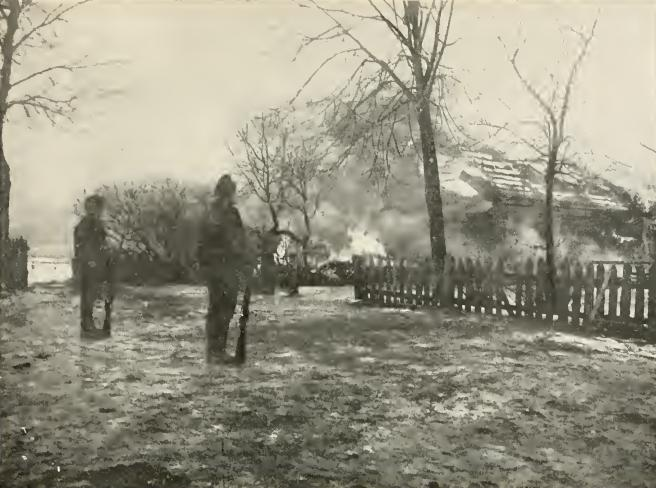
„Pacificarea” Georgiei apusene. Soldații au incendiat casele țăranilor rebeli.

Sfârșitul secolului al XIX-lea și începutul celui de-al XX-lea au fost marcate de greve frecvente în întreaga Georgie. Existau nemulțumiri mari în rândul țărănimii, iar social-democrații au câștigat atât încrederea muncitorilor urbani cât și a țăranilor. În acestă etapă, social-democrații georgieni se considerau încă parte integrantă a mișcării politice la nivelul imperiului.  încă ca făcând parte dintr-o mișcare politic

Până la urmă, la al doilea congres al Partidului Social-Democrat din Întreaga  Rusie, care a avut loc în Belgia în 1903, partidul s-a împărțit în două tabere, care aveau poziții ireconciliabile: menșevicii și bolșevicii. Până în 1905, mișcarea social-democrată din Georgia se alăturase în mod covârșitor menșevicilor și a liderului lor, Noe Zhordania. Unul dintre puținii georgieni care s-au alăturat facțiunii bolșevice a fost tânărul Ioseb Besarionis Dze Jugashvili, cunoscut mai bine cu numele de Iosif Vissarionovici Stalin.
Pe 9 ianuarie (stil vechi)/22 ianuarie (stil nou), situația din Imperiul Rus s-a acutizat după ce armata a deschis focul asupra participanților la o demonstrație din Sankt Petersburg și cel puțin 96 de oameni au fost uciși. Veștile venite din capitală au provocat un val de proteste și greve în întregul imperiu, care au ajuns să fie cunoscute cu  numele generic de „Revoluția rusă din 1905”. Tulburările s-au răspândit rapid în Georgia, unde menșevicii coordonaseră recent o mare revoltă țărănească în regiunea Guria. Menșevicii au fost din nou în fruntea mișcărilor politice  în timpul unui an care a cunoscut o serie de răscoale și greve, întâmpinate  de autoritățile țariste cu o combinație de represiune violentă (efectuată de cazaci) și concesii. În decembrie, menșevicii au ordonat declanșarea unei greve generale și și-au îndemnat susținătorii să îi atace pe cazaci cu bombe artizanale, cazacii răspunzând la rândul lor cu o și mai mare violență. Recursul menșevicilor la violență i-a înstrăinat pe mulți dintre susținătorii lor, inclusiv pe aliații lor politici armeni, iar greva generală a eșuat. Orice urmă de rezistență față de autoritățile țariste a fost în cele din urmă înăbușită cu forța în ianuarie 1906, odată cu sosirea unei armate conduse de generalul Alihanov.
Perioada dintre anul 1906 și izbucnirea Primului Război Mondial  au fost mai liniștiți în Georgia, care era condusă acum de un guvernator moderat-liberal, contele Voronțov-Dașkov. Menșevicii și-au dat seama la rândul lor că au mers prea departe cu violența de la sfârșitul anului 1905. Spre deosebire de bolșevici, ei au respins acum ideea insurecției armate. În 1906, au avut loc primele alegeri pentru un parlament național (Duma) în Imperiul Rus, iar menșevicii au câștigat cu o majoritate zdrobitoare de voturi locurile rezervate Georgiei. Bolșevicii au fost puțin populari în Georgia, cu excepția muncitorilor de la mina de mangan din Chiatura. Bolșevicii au câștigat însă faimă după un jaf în Tbilisi în 1907, care au urmărit obținerea de bani pentru partid.  După acest incident, Stalin și camarazii lui s-au mutat la Baku, singurul bastion real al bolșevismului în Transcaucazia.

### Primul conflict mondial și independența Georgiei

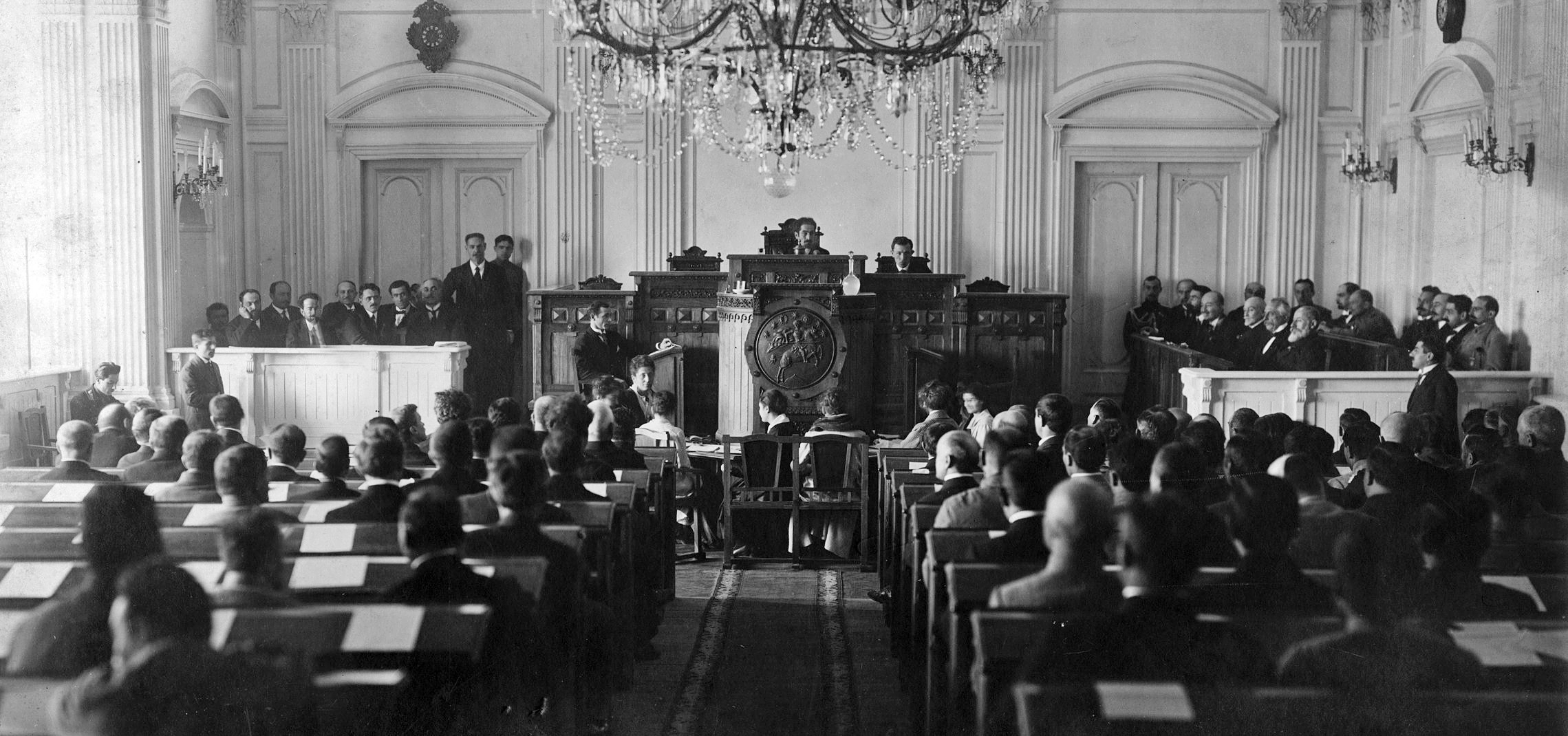
Proclamarea independenței în Parlamentul Georgiei, 1918

Imperiul Rus a intrat în Primul Război Mondial împotriva Imperiului German în august 1914. Războiul a stârnit puțin entuziasm în rândul oamenilor din Georgia, care nu au văzut multe de câștigat din conflict, deși 200.000 de georgieni au fost mobilizați în armata țaristă. Atunci când Imperiul Otoman s-a alăturat Germaniei în noiembrie, Georgia s-a trezit în prima linie a războiului. Majoritatea politicienilor georgieni au rămas neutri, deși sentimentul progerman și sentimentul că independența era la îndemână au început să crească în rândul populației.

În 1917, când efortul situația armatelor ruse pe front devenise foarte grea, la Sankt Petersburg a izbucnit Revoluția din Februarie. Noul guvern provizoriu a înființat un organism pentru guvernarea Transcaucaziei – Ozakom (Osobîi Zakavkazskii Komitet, Comitetul Special pentru Transcaucazia). În Tbilisi au apărut tensiuni între soldații ruși staționați în oraș, care erau în principal sprijinitori ai bolșevicilor, și populația gerogiană. Odată cu trecerea timpului, soldații ruși au început să dezerteze și să se îndrepte spre nord, lăsând Georgia liberă de prezența armatei ruse și în mâinile politicienilor menșevici. Menșevicii georgieni au respins Revoluția din Octombrie, care i-a adus pe bolșevici la p utere în capitala Rusiei. Transcaucazia a fost lăsată să se descurce singură și, pe măsură ce armata turcă a început să pătrundă peste graniță în februarie 1918, problema separării de Rusia a fost pusă tot mai puternic.
Pe 22 aprilie 1918, parlamentul Transcaucaziei a votat pentru independență și s-a autoproclamat Republica Federală Democrată Transcaucaziană. Noua republică avea să existe doar pentru o lună. Federația era compusă din Georgia, Armenia și Azerbaidjan, fiecare având istorii, culturi și aspirații diferite. Armenii cunoșteau bine Genocidul Armean din Turcia, așa că pentru ei apărarea împotriva armatei turcești era primordială, în timp ce azerii musulmani îi priveau cu simpatie pe turci. Georgienii au considerat că interesele lor pot fi cel mai bine garantate ajungând mai degrabă la o înțelegere cu germanii, decât cu turcii. La 26 mai 1918, Georgia și-a declarat independența și s-a născut un nou stat, Republica Democrată Georgia, care se va bucura de o scurtă perioadă de libertate, mai înainte ca bolșevicii să o invadeze în 1921.

## Vedeți și
- Istoria Georgiei